# Die silberne Magierin

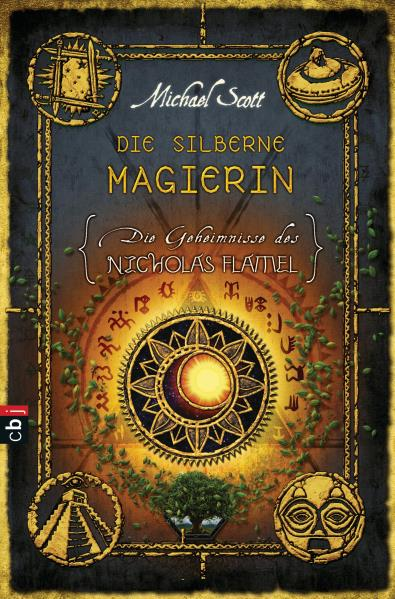
Cover der deutschen Erstausgabe

Die silberne Magierin (Originaltitel: The Secrets of the Immortal Nicholas Flamel – The Enchantress) ist ein Fantasyroman des irischen Autors Michael Scott aus dem Jahr 2012 und bildet den sechsten und letzten Teil der Reihe Die Geheimnisse des Nicholas Flamel. Die deutsche Ausgabe wurde von Ursula Höfker übersetzt und ist am 25. Februar 2013 im cbj-Verlag erschienen.

## Aufbau

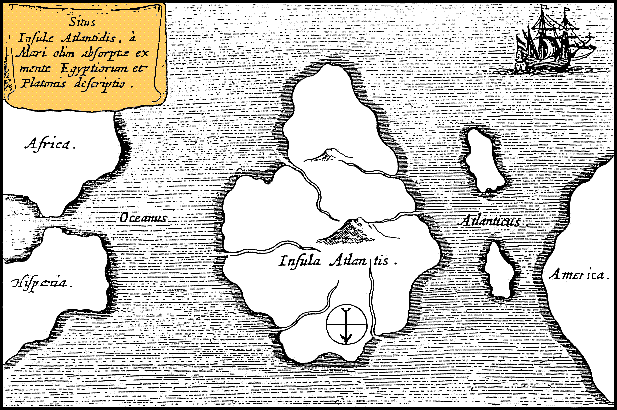
Atlantis, das Vorbild für Danu Talis

Das Buch umfasst 544 Seiten und besteht aus einem Vorwort Nicholas Flamels („aus dem Tagebuch von Nicholas Flamel, Alchemyst“), 79 Kapiteln (datiert auf Donnerstag, 7. Juni, und Freitag, 8. Juni), einem Epilog (Brief von Marethyu an Sophie Newman vom 10. Imbolc aus dem Schattenreich Insel von Tir na nOg), einer „Anmerkung des Autors“, in der Michael Scott über Atlantis und die Tuatha De Danann erzählt (beide haben in der Buchserie eine zentrale Rolle), und einer Danksagung. Die Widmung des Buches lautet:

„Dies ist für meinen Vater, Michael Scott, in memoriam.
Consummatum est.“

„Es ist vollendet.“

## Titel
Der Titel des Buchers bezieht sich auf Sophie Newman, wobei das Adjektiv silbern im deutschen Titel die Farbe ihrer Aura wiedergibt.
Der deutsche Arbeitstitel lautete Die Fee.

## Vorgeschichte
Die Handlung schließt im Gegensatz zu den anderen Büchern der Serie nicht direkt an den vorangegangenen Band an; das zweite Kapitel des Buches enthält (mit einigen Abweichungen) einen Teil von Kapitel 56 aus Der schwarze Hexenmeister.

## Handlung
Die Geschichte spielt gleichzeitig in der Gegenwart und der Vergangenheit (der Zeit vor dem Untergang von Danu Talis).

### Gegenwart

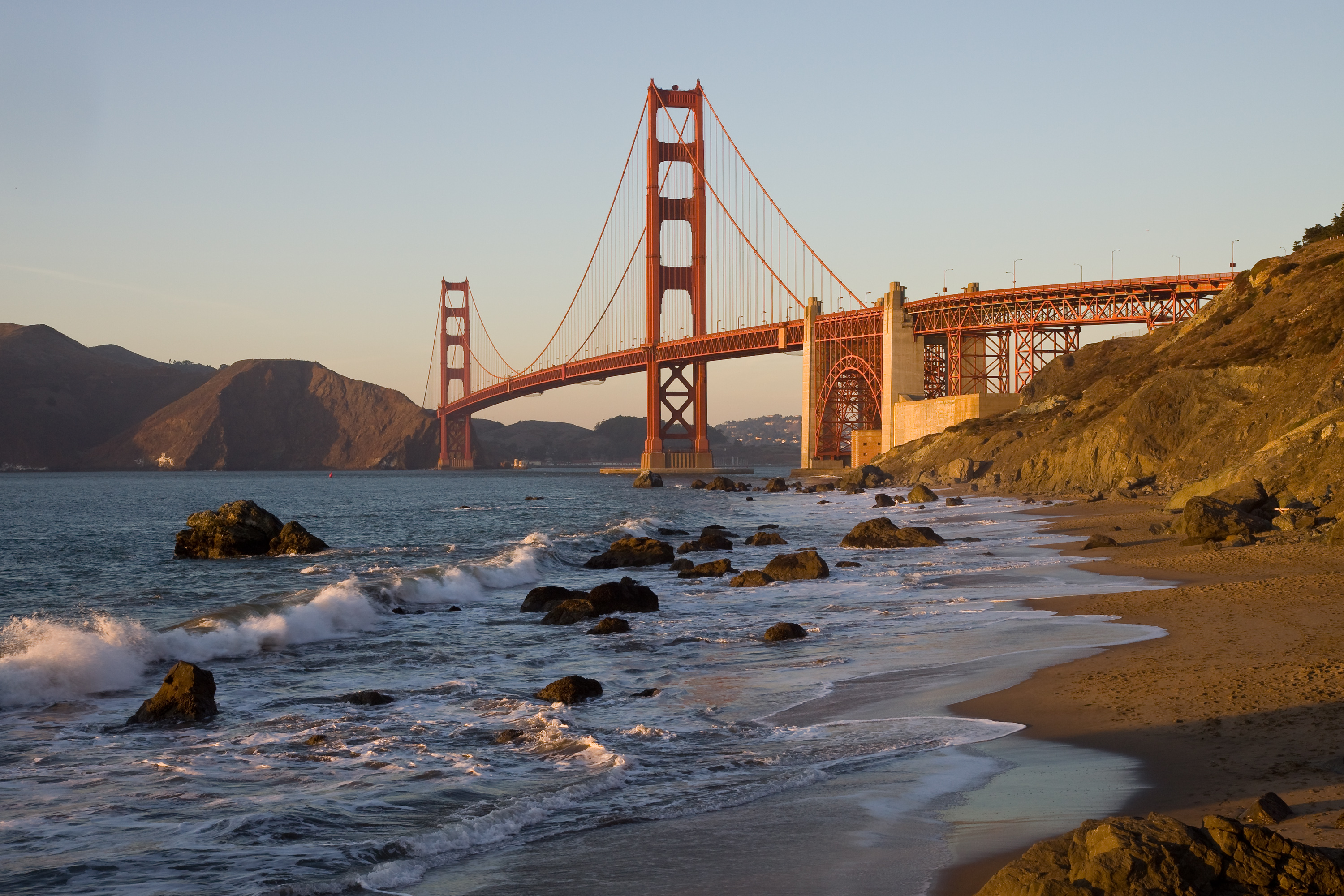
Auf der Golden Gate Bridge kämpfen Niten und Prometheus gegen die Spartoi

Der Ältere Quetzalcoatl verbündet sich mit Bastet. Er will, dass endlich die Monster von Alcatraz auf San Francisco losgelassen werden. Dazu setzt er das gesamte Gebiet unter dichten Nebel und schickt seinen Zwillingsbruder Xolotl nach Alcatraz, um die Monster mit Booten aufs Festland zu bringen. Auf der Insel haben sich Mars, Odin und Hel mit Niccolò Machiavelli, Billy the Kid und Black Hawk verbündet und verteidigen sich gegen die Monster. Nicholas und Perenelle Flamel stoßen zu ihnen, während Niten und Prometheus die Stadt gegen Bastets Spartoi-Krieger verteidigen.
Auf Alcatraz schläft auch die Urspinne Areop-Enap. Die Flamels wollen sie aufwecken, um eine Unterstützung gegen Xolotl und die Monster zu haben. Auch die Morrigan kehrt zurück, wobei ihr Körper aber von ihren Schwestern Badb und Macha kontrolliert wird. Billy the Kid kann inzwischen die Sphinx töten, während Black Hawk Nereus tötet. Die einzelnen Gruppen treffen zusammen; aus Versehen wirft Billy mit seinem Speer nach Perenelle, Badb/Macha springen jedoch dazwischen und sterben.
Die Gruppe muss nun gegen Xolotl, einen Trupp Anpu und die großen Monster kämpfen. Mit den Kräften ihrer Auren versuchen die Verbündeten zudem, Areop-Enap zu erwecken. Odin, unterstützt von Hel, bündelt seine Aura und schießt sie durch seine Augenhöhle, womit er die Anpu und die Momnokerata (Einhörner mit giftigen Hörnern) vernichten kann; dabei kommen er und Hel zu Tode. Als ein Riesenkrebs (Karkinos) auftaucht, versuchen Billy und Black Hawk, sie aufzuhalten; Billy gelingt es, dass Xolotl von der Krabbe gefressen wird, wird dabei aber selbst halb aufgespießt. Black Hawk stürzt ins Meer und Mars verbrennt beim Versuch eines Ablenkungsmanövers.
Im letzten Moment erwacht Areop-Enap und besiegt den Karkinos. Danach vernichtet die Urspinne die verbliebenen Monster von Alcatraz. Niten und Prometheus haben im Nebel gegen die Spartoi gekämpft, unterliegen aber. Als Tsagaglalal sie auf der Golden Gate Bridge vorfindet, ist es zu spät. Also gibt die Wächterin Prometheus die Aura zurück, mit der er sie einst belebt hatte. Der Ältere überzeugt sie aber, die Aura auf Niten zu übertragen, da er selbst mit seinem Leben abgeschlossen hat.

### Vergangenheit

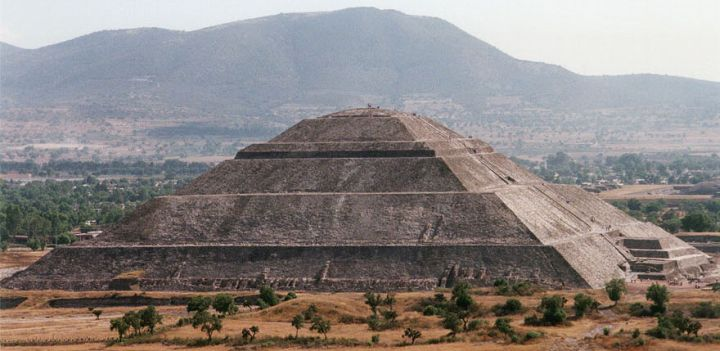
Die Sonnenpyramide von Teotihuacán, ein Beispiel für die häufig vorkommende Sonnenpyramide

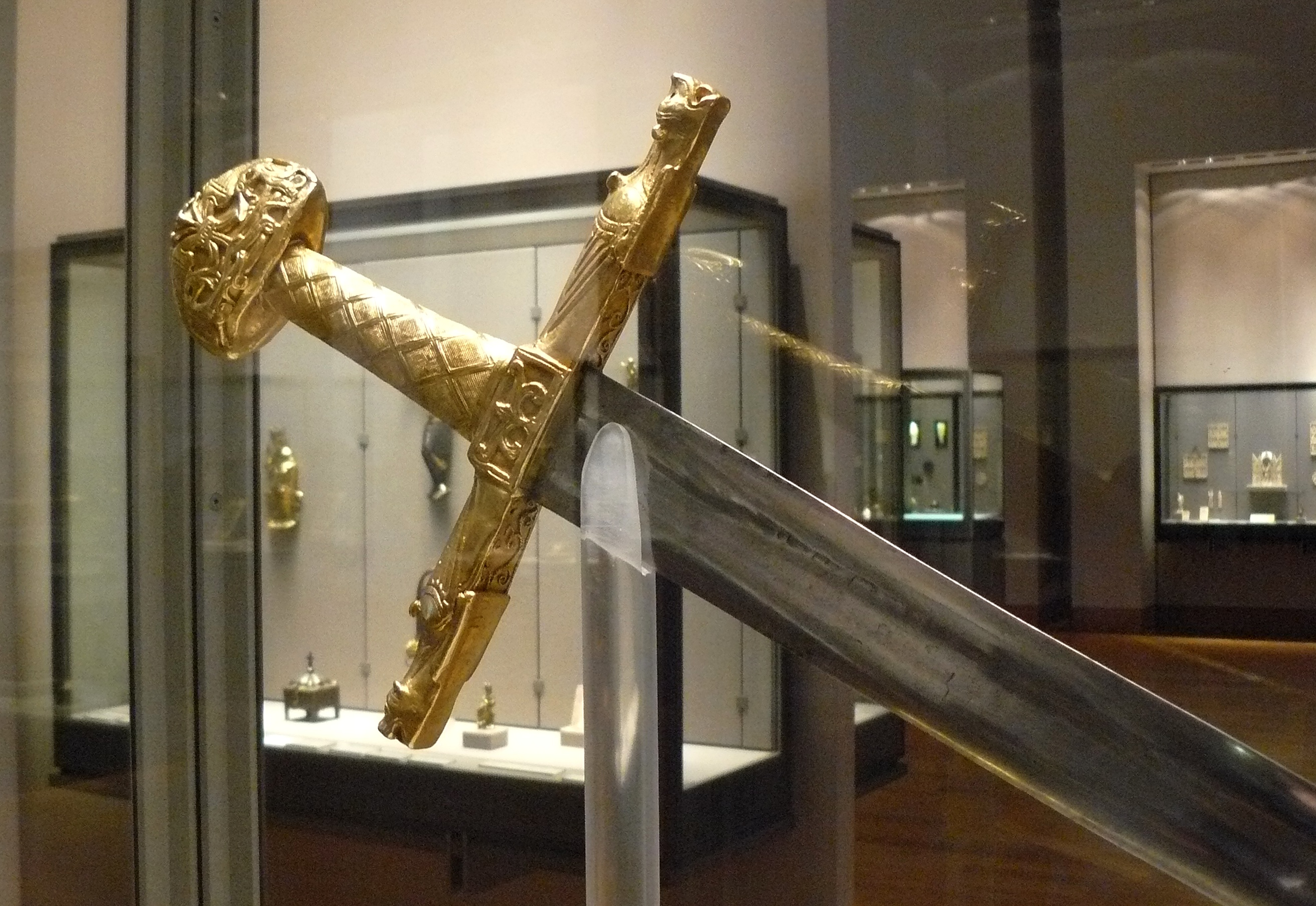
Joyeuse ist eines der vier Elemente-Schwerter

Als Josh, Sophie, John Dee und Virginia Dare auf Danu Talis ankommen, werden sie von Isis und Osiris empfangen, die sich als Meister Dees und als Eltern der Zwillinge zu erkennen geben. Als Strafe für Dees Versagen und seinen Ungehorsam entziehen sie dem Magier seine Unsterblichkeit und geben sie ihm wieder, sobald er zum Greis geworden ist. Mit Josh, Sophie und Virginia fliegen sie dann zu ihrem Palast.
Prometheus, Scathach, Palamedes, William Shakespeare, Johanna von Orléans und der Graf von Saint-Germain sind mit einem Vimana auf dem Weg zur Sonnenpyramide. Nach dem Ausfall des Motors bruchlanden sie in der Krone des Yggdrasil, wo sie von Huitzilopochtli (der zukünftige Mars) und Hekate empfangen werden. Mit einer Armee von baumbewohnenden Humani setzen sie ihren Weg fort.
Josh und Sophie werden von Isis und Osiris dem Rat der Älteren in der Sonnenpyramide vorgeführt, da sie die neuen Herrscher über Danu Talis werden sollen. Bastet will ihren Lieblingssohn Anubis an die Spitze bringen; daher versuchen Berserker unter Anubis’ Befehl, die Zwillinge zu töten. Sie werden aber rechtzeitig von Tsagaglalal gerettet und zur Spitze der Sonnenpyramide geführt.
Marethyu hat John Dee aufgefunden und ihn zu Abraham gebracht, der vom Doktor den Codex zurückerhält. Virginia Dare flieht aus dem Palast von Isis und Osiris und zieht allein durch die Straßen von Danu Talis. Sie stellt sich an die Spitze der rebellierenden Humani, die verlangen, dass Aten aus dem Gefängnis entlassen wird und wird dabei von John Dee unterstützt. Die beiden treffen mit Scathach zusammen. Scathachs (zukünftiger) Vater Ard-Greimne will die Humani mit Gewalt auseinandertreiben, was Virginia aber verhindert, wobei Dee ihr seine Aura leiht und stirbt. Scathach kann Aten retten.
Prometheus, Palamedes, Shakespeare, Johanna und Saint-Germain besetzen die Spitze der Sonnenpyramide, während Huitzilopochtli mit den Humani die Älteren angreift. Josh, Sophie und Tsagaglalal erreichen die Spitze der Sonnenpyramide; die fünf Krieger wehren die anstürmenden Anpu-Horden ab. Isis und Osiris landen mit ihrem Vimana auf der Sonnenpyramide und enthüllen, dass sie Erdfürsten seien und mit der Hilfe von Josh, den sie aus der Steinzeit geholt hatten, und Sophie, die aus Russland (neuntes oder zehntes Jahrhundert) stammt, planten, die Älteren zu vernichten und die Erdfürsten wieder aus der Vergangenheit zu holen.
Da sich die Zwillinge gegen sie wenden, wollen Isis und Osiris die beiden vernichten, werden aber von Josh mit Clarent und Excalibur getötet. Sophie, Scathach, Palamedes, Shakespeare, Johanna, Saint-Germain, Tsagaglalal und Prometheus verlassen daraufhin den Schauplatz, während Josh sein Schicksal erfüllt: Er kombiniert die vier Elemente-Schwerter zum fünften Element, Äther. Dazu spricht er die letzten Worte des Codex, den Tsagaglalal ihm überlassen hat. Die Schwerter verschmelzen zu einem Metallhaken und Josh wird zu Marethyu, dem Tod von Danu Talis – er zerstört die Insel.

### Epilog
Das Buch endet mit einem Brief von Josh bzw. Marethyu an Sophie, in dem er von der Hochzeit Aoifes und Nitens berichtet – womit er auf sein Versprechen an Scathach anspielt, Aoife zurückzuholen – und ferner andeutet, dass die Flamels überlebt haben.

## Figuren
Neu im sechsten Band sind:
- Xolotl: Er ist der Zwillingsbruder von Quetzalcoatl. Durch den Wandel wurde er skelettartig. Er soll die Monster von Alcatraz nach San Francisco bringen, wird aber auf der Insel vom Karkinos gefressen.
- Spartoi: Sie sind tödliche, reptilienartige Krieger. Bastet sät Drachenzähne in San Francisco, woraus die Spartoi wachsen. Sie kämpfen auf der Golden Gate Bridge gegen Niten und Prometheus und töten die beiden nach langem Kampf; dafür löscht Tsagaglalal alle verbliebenen Spartoi aus.
- Karkinos: Er ist ein Riesenkrebs, der zu den Monstern von Alcatraz gehört. Nachdem er Xolotl gefressen hat, wächst er auf eine noch gigantischere Größe heran. Areop-Enap verschlingt den Karkinos am Ende.
- Monokerata: Es sind Einhörner, deren Hornspitze mit einem tödlichen Gift versehen ist. Auch sie befinden sich auf Alcatraz und werden dort von Odin getötet.

Die folgenden Figuren kommen in ihrer Vergangenheit vor:
- Inanna
- Huitzilopochtli: Er ist der Bruder von Bastet (Horus), hat sich aber von ihr abgewandt, um die Humani zu unterstützen. Er führt die Humani in die Freiheit.
- Ard-Greimne: Er ist Leiter des Gefängnisses von Danu Talis und verachtet die Humani. Er ist der zukünftige Vater von Scathach und Aoife.
- Dagon: Das Fischwesen arbeitet im Gefängnis, unterstützt aber Aten.

## Rezeption

### Kritiken
Kirkus Reviews urteilte einerseits, dass das Figurenensemble trotz seiner Größe nie sperrig wirke, das Erzähltempo an keiner Stelle nachlasse und die einzelnen Teile der Geschichte eine feine Mischung aus unvermittelter Action, heroischen Scherzen und sich plötzlich auflösenden Cliffhangern seien. Insgesamt breche die Erzählung aber unter ihrem eigenen Gewicht zusammen, da die Handlung in San Francisco sich bloß als irrelevante Nebenattraktion erweise und klimatische Konflikte auf einer Insel stattfänden, die irgendwie sowohl ein historischer, realer Ort als auch ein Repräsentant einer höheren Realität sei, der die Erde und andere Schattenreiche ausgegliedert seien. Sehr mitreißend im Stil des Sturm und Drang, aber nachdem sich der Staub gelegt habe, bleibe ein Haufen funkelnder, doch ungleich guter Teile zurück, nicht ein zusammenhängendes Ganzes.
Die Bunte nannte das Buch „All-Age-Fantasy der Spitzenklasse“ und empfahl es als Lektüre, die „für (schöne) schlaflose Nächte“ sorge. Im Stern sprach man von „Umberto Eco für Kinder ab zwölf“; solche „Fantasy-Epen“ würden „die Arbeit von ungefähr zehn Kampagnen der Stiftung Lesen“ erledigen.

### Platzierungen
Das Buch erreichte auf der Spiegel-Bestsellerliste Platz 8 (Jugendbücher), auf der Belletristik-Bestsellerliste des stern Platz 7. In der Bestsellerliste von USA Today erreichte das Buch Platz 14; in der Jugendserien-Bestsellerliste der New York Times stieg Die Geheimnisse des Nicholas Flamel wieder auf Platz 2 auf.

## Literarische und historische Bezüge
- Im ersten Kapitel zitiert der Ältere Quetzalcoatl das geflügelte Wort Ha! Mir juckt der Daumen schon, sicher naht ein Sündensohn (aus William Shakespeares Macbeth).
- Im vierzehnten Kapitel zitieren die Hauptfiguren verschiedene Stellen aus Shakespeare-Werken, alle im Zusammenhang mit dem Tod, nämlich aus Hamlet, Richard II. und König Johann.
- Im Lauf der finalen Schlacht plant William Shakespeare, ein Theaterstück namens Ein Mittsommernachtsalbtraum (Anspielung auf Ein Sommernachtstraum) zu schreiben, mit dem Grafen von Saint-Germain als Bösewicht und Palamedes als Held.
- Den Grafen von Saint-Germain inspiriert die Schlacht zu einem Konzeptalbum, das er Armageddon bzw. Armageddon Rocks! („Armageddon rockt!“) nennen will.
- Im 78. Kapitel zitiert Josh Newman mit den Worten „[Today] I am become Death, the destroyer of worlds“ (in der deutschen Übersetzung: „[Heute] bin ich zum Tod geworden, zum Weltenzerstörer“) den Physiker Robert Oppenheimer, der damit 1965 in Erinnerung an den ersten Atombombentest seinerseits das Bhagavad Gita frei zitierte.

## Buchausgaben
- Michael Scott: The Secrets of the Immortal Nicholas Flamel – The Enchantress. Delacorte Press, New York 2012, ISBN 978-0-385-73535-3 (amerikanisches Englisch).

- Michael Scott: Die Geheimnisse des Nicholas Flamel – Die silberne Magierin. cbj, München 2013, ISBN 978-3-570-15434-2 (gebundene Ausgabe).
- Michael Scott: Die Geheimnisse des Nicholas Flamel – Die silberne Magierin. cbj, München 2014, ISBN 978-3-570-40250-4 (Taschenbuch).

## Hörbuch
Es erschien kein deutschsprachiges Hörbuch.
Das englische Hörbuch ist ungekürzt und wird von Paul Boehmer gelesen. Es erschien am 22. Mai 2012 bei Listening Library (Random House).